# Liste der Kulturdenkmale in Crostwitz

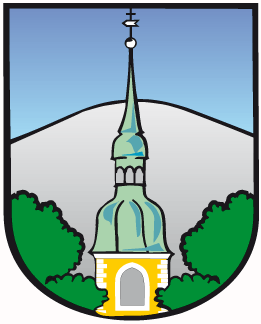
Wappen

In der Liste der Kulturdenkmale in Crostwitz sind die Kulturdenkmale der sächsischen Gemeinde Crostwitz verzeichnet, die bis September 2024 vom Landesamt für Denkmalpflege Sachsen erfasst wurden. Archäologische Kulturdenkmale finden sich in der Liste der Bodendenkmale in Crostwitz. Die Anmerkungen sind zu beachten.
Diese Liste ist eine Teilliste der Liste der Kulturdenkmale im Landkreis Bautzen.

## Liste der Kulturdenkmale in Crostwitz
| Bild                                    | Bezeichnung | Lage                                                           | Datierung | Beschreibung | ID       |
| --------------------------------------- | --- | -------------------------------------------------------------- | --- | --- | -------- |
| Direkt Bild zu diesem Denkmal hochladen | Betsäule | (Flurstück 253/1) (Karte)                                      | Ende 18. Jahrhundert | Zusammengesetzt aus ursprünglich nicht zusammengehörigem Säulenschaft und Laterne, beide Teile aber original, regionalhistorische und landschaftsprägende Bedeutung | 09306384 |
|                                         | Betkreuz | (Leopoldschänke, an der Kreuzung) (Karte)                      | Bezeichnet mit 1834 | Kruzifix auf profiliertem Granitsockel, regionalgeschichtlich von Bedeutung | 09228468 |
|                                         | Wegestein | (200 m nach Ortsausgang, Abzweig Horka) (Karte)                | 19. Jahrhundert | Naturstein mit pyramidalem Abschluss und vertieftem Schriftspiegel auf der straßenabgewandten Seite, darin Inschrift mit Ortsbezeichnungen (Horka, Königswartha), Entfernungsangaben in Wegestunden und Richtungsweisern, auf der sich links anschließenden Seitenfläche Inschrift „Crostwitz“, am Kopf des Wegesteins Spuren einer grün-weißen Farbfassung, die Inschriften sind teils noch schwarz ausgelegt. Entfernungsangaben in Wegestunden wurden nach 1874 überwiegend durch Kilometerangaben ersetzt, so dass der Wegestein vermutlich in der ersten Hälfte des 19. Jahrhunderts, spätestens jedoch bis 1874 zur Aufstellung am Standort kam und dort ausschließlich dem Lokalverkehr diente, er ist als Zeugnis der verkehrstechnischen Erschließung des ländlichen Raumes von verkehrsgeschichtlicher Bedeutung. | 09228347 |
| Weitere Bilder                          | Bildstock und Wegestein | (500 m nach Ortsausgang Richtung Neudörfel) (Karte)            | 18. Jahrhundert (Bildstock); 19. Jahrhundert (Wegestein)                                                                    | Bildstock bestehend aus geschwungener Granitsäule mit tabernakelartigem Aufsatz aus Sandstein, regionalgeschichtlich und verkehrshistorisch von Bedeutung, Granitsäule geschwungen bzw. gestaucht, auf quadratischem Sockel, Tabernakel mit figürlichen Darstellungen auf allen vier Seiten (Kreuzigung, Marienkrönung, Hl. Georg, Hl. Nepomuk), zum Teil vergoldet, Tabernakel bekrönt von Kreuz (Metall), (Säule steht schief, deshalb derzeit gefährdet), Wegestein Technisches Denkmal | 09228346 |
| Weitere Bilder                          | Betkreuz | (400 m nach Ortsausgang Richtung Jeßnitz) (Karte)              | Bezeichnet mit 1861 | Einfaches Kreuz auf profiliertem Granitsockel mit Sockelplatte, regionalgeschichtlich von Bedeutung | 09228345 |
| Weitere Bilder                          | Betkreuz | (Ortsausgang Richtung Siebitz) (Karte)                         | Bezeichnet mit 1871 | Einfaches, schmiedeeisernes Kruzifix auf profiliertem, oben abgerundeten Granitsockel, Inschrift vergoldet, regionalgeschichtlich von Bedeutung | 09228333 |
| Weitere Bilder                          | Betkreuz | (Straße nach Prautitz) (Karte)                                 | Bezeichnet mit 1883 | Auf Granitsockel mit neogotischem Relief (Kreuzigungsgruppe), regionalgeschichtlich von Bedeutung | 09228314 |
| Weitere Bilder                          | Seitengebäude | Am Hirtenquell 8 (Karte)                                       | 2. Hälfte 19. Jahrhundert                                                                                                   | Baugeschichtlich und sozialgeschichtlich von Bedeutung, straßenbildprägend, Feldsteinsockel, Obergeschoss Fachwerk, Giebel verbrettert, mit Oberlaube und hölzernem Treppenaufgang, Fledermausgaupen, hölzernes Vogelhäuschen | 09228322 |
|                                         | Betkreuz | An der Satkula 1 (bei) (Karte)                                 | Bezeichnet mit 1919 | Kruzifix auf profiliertem Granitsockel, regionalgeschichtlich von Bedeutung, Inschrift: „A.M. 1919“ | 09228304 |
| Direkt Bild zu diesem Denkmal hochladen | Stallscheune eines Hofes | Auf dem Hügel 1 (Karte)                                        | 2. Hälfte 19. Jahrhundert                                                                                                   | Baugeschichtlich und sozialgeschichtlich von Bedeutung, Obergeschoss und Giebel Fachwerk, eine Giebelseite verbrettert | 09228317 |
| Direkt Bild zu diesem Denkmal hochladen | Betkreuz | Ćišinskistraße 7 (Karte)                                       | Bezeichnet mit 1889 | Regionalgeschichtlich von Bedeutung, steinerner Sockel, rückseitig bezeichnet mit „A. K. Kurfürst“ | 09302871 |
| Weitere Bilder                          | Bildstock | Denkmalsweg (Karte)                                            | 1857 | Gotisierender Tabernakel aus Sandstein, regionalgeschichtlich von Bedeutung, getragen von zwei Säulen und einer Rückwand, darin Tondo mit Maria, Jesuskind und Johannes der Täufer, flankiert von zwei vollplastischen Engeln, mit Farbfassung und Vergoldung | 09228337 |
| Direkt Bild zu diesem Denkmal hochladen | Wohnhaus | Denkmalsweg 3 (Karte)                                          | Um 1800 | Obergeschoss Fachwerk verbrettert, baugeschichtlich und sozialgeschichtlich von Bedeutung, vorkragendes Obergeschoss, Holzvordach am Eingang, Fenster im Obergeschoss original, im Giebel kleines Zwillingsfenster, Falzziegel, Fenster im Erdgeschoss teilweise vergrößert | 09228338 |
|                                         | Stallscheune | Denkmalsweg 4 (Karte)                                          | Um 1850 | Obergeschoss Fachwerk, Giebel verbrettert, baugeschichtlich von Bedeutung, Fenster durchgehend in Originalgröße und gesprosst | 09228336 |
| Weitere Bilder                          | Betkreuz | Friedensstraße (200 m nach Ortsausgang, Abzweig Horka) (Karte) | Bezeichnet mit 1859 | Schmiedeeisernes Kruzifix auf profiliertem Granitsockel, regionalgeschichtlich von Bedeutung, Inschrift: „IHS I.R. – Michael Mitsch – 1859“ | 09228348 |
|                                         | Wohnhaus und Stallscheune eines Bauernhofes | Friedensstraße 4 (Karte)                                       | 1. Hälfte 19. Jahrhundert                                                                                                   | Baugeschichtlich und sozialgeschichtlich von Bedeutung. - Wohnhaus: Obergeschoss Fachwerk mit Andreaskreuzen, Giebel verbrettert, Fenster größtenteils in Originalgröße, gesprosst, Schleppdach - Stallscheune Fachwerk, im Obergeschoss drei Fenster | 09228319 |
| Weitere Bilder                          | Zwei Denkmale auf einem aufgeschütteten Hügel, der durch Treppenanlagen und kreisförmige Plattform akzentuiert ist                                               | Fulkshügel (Karte)                                             | Bezeichnet mit 1967 | Ortsgeschichtlich von Bedeutung. - Denkmal (Beton) zur Erinnerung an die Befreiung am 28. April 1945 (bezeichnet mit 1980, Johannes Peschel) - Denkmal zur Erinnerung an die gefallenen polnischen Soldaten: dreieckig, aus rotem Sandstein, drei Reliefs: schwörende Hand, Soldat, trauernde Frau, darauf Flammenschale, im unteren Teil Inschrift in Polnisch, Sorbisch und Deutsch (bezeichnet mit 1967, Curt Tausch) | 09228343 |
|                                         | Wegestein | Hornigstraße (Ecke Ćišinskistraße) (Karte)                     | 19. Jahrhundert | Natursteinstele mit pyramidalem Abschluss und seitlichem, vertieftem Schriftspiegel, darin Inschrift mit Orts- und Entfernungsangaben (in Wegestunden) sowie Richtungsweisern, straßenseitig Inschrift „Crostwitz“. Aufgrund der verwendeten Wegestunden als Entfernungsangaben ist anzunehmen, dass der Wegestein vor 1875 zur Aufstellung kam, als Zeugnis der verkehrstechnischen Erschließung des ländlichen Raumes von orts- und verkehrsgeschichtlicher Bedeutung. | 09301493 |
| Weitere Bilder                          | Achteckiger Pavillon mit Pietà | Hornigstraße (Ecke Denkmalsweg) (Karte)                        | Bezeichnet mit 1925 | Kapelle für 92 Gefallene des Ersten Weltkrieges aus der Crostwitzer Pfarrgemeinde; mit Eingangsbedachung und Laterne, im Inneren Darstellung einer Pietà, baugeschichtlich und regionalgeschichtlich von Bedeutung, bezeichnet auf Tafel | 09228334 |
|                                         | Mord- und Sühnekreuz | Hornigstraße (Ecke Denkmalsweg) (Karte)                        | Spätmittelalter | Ortsgeschichtlich von Bedeutung, Granit, Höhe ca. 1,30 m | 09228335 |
| Direkt Bild zu diesem Denkmal hochladen | Mietvilla | Hornigstraße 2 (Karte)                                         | 1912 (Bauakte) | Baugeschichtlich und städtebaulich von Bedeutung, Putzfassade, zwei Geschosse, Granitsockel, saniert, Fenster neu, Eckerker mit Turm, Biberschwanzdeckung, voll unterkellert, originale Haustür | 09228023 |
| Direkt Bild zu diesem Denkmal hochladen | Wohnhaus und Scheune eines Bauernhofes | Hornigstraße 14 (Karte)                                        | 2. Hälfte 19. Jahrhundert (Bauernhaus); bezeichnet mit 1909 (Wetterfahne)                                                   | Wohnhaus Obergeschoss Fachwerk, baugeschichtlich und ortsbildprägend von Bedeutung. - Wohnhaus: Obergeschoss Fachwerk, Giebel verbrettert - Stallscheune auf Steinsockel, sonst Fachwerk, Krüppelwalmdach mit mittigem Türmchen, ebenfalls Fachwerk mit Feuerzangen, Fledermausgaupen, zwei große Tore, darüber Fachwerk mit Gegenstreben, Fenster größtenteils in Originalgröße erhalten, alte Biberschwanzdeckung | 09228327 |
| Direkt Bild zu diesem Denkmal hochladen | Transformatorenhaus | Hornigstraße 14 (vor) (Karte)                                  | 1925/1930 | Ecklage Straße der Domowina, einzigartige Gestaltung eines Transformatorenhauses und Zeugnis der Elektrifizierung des Ortes. Fügt sich harmonisch in das Ortsbild ein, vgl. Sichtbeziehung zur Kirche usw., einfühlsame Lösung für diese Bauaufgabe. | 09229733 |
| Weitere Bilder                          | Betkreuz auf Granitsockel | Hornigstraße 18 (vor) (Karte)                                  | Bezeichnet mit 1867 | Regionalgeschichtlich von Bedeutung, Jahreszahl und umgebender Schmuck am Sockelfuß vergoldet | 09228325 |
| Direkt Bild zu diesem Denkmal hochladen | Betkreuz in Nischenarchitektur | Hornigstraße 19 (neben) (Karte)                                | Bezeichnet mit 1887 | Regionalgeschichtlich von Bedeutung, Sockel und Kruzifix aus schwarzem Marmor, Inschrift: „Wenn Du vorübergehst, frommer Christ, denk an den, der für Dich gestorben ist. – Adam Winger – 1877“ | 09228342 |
| Direkt Bild zu diesem Denkmal hochladen | Wohnhaus, Stallscheune und Schuppen eines Dreiseithofes | Hornigstraße 20 (Karte)                                        | 2. Hälfte 18. Jahrhundert (Bauernhaus); 1. Hälfte 19. Jahrhundert (Stallscheune mit Laubengang und Schuppen)                | Wohnhaus Obergeschoss Fachwerk mit Andreaskreuzen, Giebel verbrettert, baugeschichtlich und ortsbildprägend von Bedeutung. - Wohnhaus: Obergeschoss Fachwerk mit Andreaskreuzen, Giebel verbrettert, Frackdach - Schuppen: eingeschossig, Fachwerk - Stallscheune: Erdgeschoss teils Fachwerk, Obergeschoss Fachwerk mit Laubengang und hölzerner Treppe sowie hölzernem Vogelhäuschen | 09228323 |
|                                         | Betkreuz | Hornigstraße 25 (vor) (Karte)                                  | Bezeichnet mit 1877 | Schmiedeeisernes Kruzifix auf profiliertem Granitsockel, regionalgeschichtlich von Bedeutung, mit Gedenktafel für Bischof Jakob Wosky von Bärenstamm (1692–1771) | 09228339 |
| Weitere Bilder                          | Betkreuz | Hornigstraße 27 (vor) (Karte)                                  | Bezeichnet mit 1860 | Schmiedeeisernes Kruzifix auf profiliertem Granitsockel, regionalgeschichtlich von Bedeutung | 09228326 |
| Direkt Bild zu diesem Denkmal hochladen | Scheune mit Oberlaube | Hornigstraße 30 (Karte)                                        | 1. Hälfte 19. Jahrhundert                                                                                                   | Obergeschoss Fachwerk, baugeschichtlich und sozialgeschichtlich von Bedeutung, platzbildprägend, massiv untersetzt | 09228315 |
|                                         | Betkreuz | Hornigstraße 30 (gegenüber) (Karte)                            | Bezeichnet mit 1832 | Auf hohem obeliskartigen und mehrfach profilierten Granitsockel, regionalgeschichtlich von Bedeutung, Inschrift: „1950 – I.K. – 1832“ | 09228316 |
| Weitere Bilder                          | Schulgebäude | Hornigstraße 34 (Karte)                                        | Bezeichnet mit 1903 - 1904                                                                                                  | Weithin sichtbares Gebäude im Kontext mit dem Pfarrhof, ortsgeschichtlich und straßenbildprägend von Bedeutung, mit dreiachsigen Eckrisaliten, im Obergeschoss aufwendige Fenstereinfassungen mit gerader Bekrönung, in den Giebeln Zwillingsfenster mit Schlußsteinen, von Okuli umrahmt, Dachhäuschen, historisierender Bauschmuck, drei Blitzableiter | 09228313 |
| Weitere Bilder                          | Betkreuz | Hornigstraße 35 (vor) (Karte)                                  | Bezeichnet mit 1863 | Schmiedeeisernes Kruzifix auf profiliertem Granitsockel, regionalgeschichtlich von Bedeutung, mit Kreuzigungsgruppe, Sockel mit Inschrift, gotisierend und mit teilweiser Vergoldung | 09228324 |
| Weitere Bilder                          | Wohnhaus (Umgebinde) | Hornigstraße 47 (Karte)                                        | 2. Hälfte 19. Jahrhundert                                                                                                   | Seltene Bauart eines dreigeschossigen Umgebindehauses, Umgebinde im ersten Obergeschoss, zweites Obergeschoss Fachwerk verbrettert, baugeschichtlich und ortsbildprägend von Bedeutung, dreigeschossig, zweites Obergeschoss Fachwerk, verbrettert, Krüppelwalmdach mit Fledermausgaupen, Stirnseite böhmisch verbrettert, Umgebinde rechts 3/3/2 Joche, saniert | 09228312 |
| Weitere Bilder                          | Kirche St. Simon und Juda und Kirchhof Crostwitz (Sachgesamtheit)                                                                                                | Kirchberg (Karte)                                              | Kern 14. Jahrhundert | Sachgesamtheit Kirche St. Simon und Juda und Kirchhof Crostwitz mit folgenden Einzeldenkmalen: Kirche mit Ausstattung, Einfriedung und 14 Bildstöcken (Kreuzwegstationen) an der Kirchhofsmauer sowie Kirchhof als Sachgesamtheitsteil (09228309); ortsgeschichtlich von Bedeutung | 09306795 |
| Weitere Bilder                          | Kirche St. Simon und Juda mit Ausstattung, Einfriedung und 14 Bildstöcken (Kreuzwegstationen) an der Kirchhofsmauer (Einzeldenkmale der Sachgesamtheit 09306795) | Kirchberg (Karte)                                              | Kern 14. Jahrhundert (Kirche); 2. Hälfte 16. Jahrhundert (zwei Altarflügel); 1769/1772 (Kirche); 1845 (Taufe); 1865 (Altar) | Ortsgeschichtlich von Bedeutung. Rokokokirche auf Vorgängerbau errichtet, 1898 durch Abbruch der Holzemporen und Einbau von Steinpfeilern und Gewölben verändert, Ostseite wurde verlängert, Treppentürme angebaut (Baumeister Peter Rocho), dreischiffig, Hauptschiff tonnengewölbt mit Stichkappen, Seitenschiffe Kreuzgewölbe, flache Emporen, Hauptaltar von 1899 in Formen der italienischen Renaissance. Äußeres: durch breites Gurtgesims zweigeteilt, unten niedrige korbbogige, oben rundbogige hohe Fenster, jeweils mit Schlusssteinen, stark profiliertes Kranzgesims, halbrunder Chorabschluss, Treppentürme und Kirchturm mit welscher Haube und schmaler, hoher Laterne, Kirchturm auf quadratischem Grundriss, der in ein Oktogon übergeht, Wetterfahne bezeichnet mit 1912. Kirchhof: Betsäule 3 (Granitsockel mit Säule und Reliefplatte, Kreuzlegung), Betsäule 4 ebenso, Beginn der Kreuzwegstationen links vom Eingang. | 09228309 |
| Weitere Bilder                          | Betsäule mit segnendem Christus | Kirchberg (Karte)                                              | Bezeichnet mit 1748 | Auf profiliertem Granitsocke, künstlerisch und regionalgeschichtlich von Bedeutung, mit postamentartigem Aufsatz, dort vier Reliefs, Kreuzigung, Kreuztragung, Pietà, Dreieinigkeit, bekrönendes Christusstandbild (segnend) mit Siegesfahne | 09228300 |
| Weitere Bilder                          | Betkreuz | Kirchberg 4 (vor) (Karte)                                      | Bezeichnet mit 1861 | Auf einfachem Granitsockel mit Inschrifttafel, regionalgeschichtlich von Bedeutung, Christus flankiert von Maria und Johannes, Tafelinschrift: „Zur Ehre Gottes errichten dieses Michael Hornig, Johann Domanja, Magdalena Domanja. 1861.“ | 09228301 |
| Weitere Bilder                          | Bildstock mit dem Heiligen Sebastian | Kirchberg 4 (vor) (Karte)                                      | Bezeichnet mit 1735 | Auf großem barocken Granitsockel, künstlerisch und regionalgeschichtlich von Bedeutung, Bildstock steht auf einem getreppten Podest, Figur und zugehöriger Sockel Sandstein, wurde bis Dezember 2007 irrtümlich unter Kirchplatz in der Denkmalliste geführt | 09228303 |
|                                         | Gasthaus | Kirchberg 6 (Karte)                                            | 2. Hälfte 19. Jahrhundert                                                                                                   | Putzbau mit einfacher Gliederung, ortshistorisch und platzbildprägend von Bedeutung, massiv, zweigeschossig mit Drempel, profilierte Fenstergewände, im Obergeschoss gerade Fensterbekrönungen, im Giebel Doppelfenster und Okulus, granitene Türeinfassung | 09228302 |
|                                         | Wohnhaus | Kirchberg 8 (Karte)                                            | Um 1850 | Obergeschoss Fachwerk, Giebel verbrettert, baugeschichtlich von Bedeutung, Krüppelwalmdach, hohes Erdgeschoss, einfaches Fachwerk | 09228307 |
|                                         | Wohnhaus | Kirchberg 15 (Karte)                                           | 1. Hälfte 19. Jahrhundert                                                                                                   | Obergeschoss seitlich Fachwerk verbrettert, baugeschichtlich von Bedeutung, Giebel verbrettert mit Zierleisten, Fenster größtenteils original | 09228306 |
| Weitere Bilder                          | Betkreuz | Kirchberg 21 (Karte)                                           | 1963 | Hölzernes Kreuz mit Figur des Gekreuzigten, Überdachung und Inschrifttafel, ortsbildprägende und religionsgeschichtliche Bedeutung | 09306551 |
|                                         | Betkreuz | Lehngutweg (Karte)                                             | 1863 | Regionalgeschichtlich von Bedeutung, Betkreuz auf Sockel aus Granit, vergoldeter gekreuzigter Christus, bezeichnet mit 1863 | 09301492 |
|                                         | Betkreuz mit Kreuzigungsgruppe | Lehngutweg 5 (vor) (Karte)                                     | Bezeichnet mit 1882 | Auf schwarzem Marmorsockel mit goldener Inschrift und kleine verglaste Nische in der Hauswand mit Darstellung einer Pietà, regionalgeschichtlich von Bedeutung | 09228341 |
| Direkt Bild zu diesem Denkmal hochladen | Zwei Seitengebäude eines Vierseithofes | Lehngutweg 11 (Karte)                                          | 1. Hälfte 19. Jahrhundert                                                                                                   | Obergeschosse Fachwerk, baugeschichtlich und sozialgeschichtlich von Bedeutung, beide Obergeschosse Fachwerk - 1. Scheune: vorkragendes Obergeschoss - 2. Scheune: geschlossene Oberlaube mit originalen Fenstern, Giebel Fachwerk (Sonnengiebel), hofabgewandte Seite verbrettert | 09228332 |
|                                         | Betkreuz | Lehngutweg 11 (vor) (Karte)                                    | Bezeichnet mit 1843 | Schmiedeeisernes Kruzifix auf Granitsockel, regionalgeschichtlich von Bedeutung, Inschrift: „J.P. – 1843 – 1869“ | 09228331 |
| Direkt Bild zu diesem Denkmal hochladen | Stallscheune eines Gehöftes und steingedeckter Brunnen vor dem Hof                                                                                               | Lehngutweg 17 (Karte)                                          | 1. Hälfte 19. Jahrhundert                                                                                                   | Obergeschoss Fachwerk, baugeschichtlich von Bedeutung, Scheune Obergeschoss und Giebel Fachwerk, eine Seite verbrettert | 09228321 |
|                                         | Betkreuz | Lehngutweg 17 (vor) (Karte)                                    | Bezeichnet mit 1866 | Auf Granitsockel mit gotisierendem Relief, regionalgeschichtlich von Bedeutung | 09228320 |
| Direkt Bild zu diesem Denkmal hochladen | Wohnstallhaus mit integrierter Stallscheune | Straße der Domowina 1 (Karte)                                  | Um 1800 | Wohnstallhaus Obergeschoss Fachwerk, eine Seite verbrettert, baugeschichtlich und straßenbildprägend von Bedeutung, Giebel verbrettert, Fenster größtenteils in Originalgröße, zum Teil mit alter Sprossung | 09228328 |
| Direkt Bild zu diesem Denkmal hochladen | Betkreuz | Straße der Domowina 6 (vor) (Karte)                            | Bezeichnet mit 1913 | Schmiedeeisernes Kruzifix auf profiliertem Granitsockel, regionalgeschichtlich von Bedeutung, Inschrift: „P.H. 1913“ | 09228330 |
| Weitere Bilder                          | Betkreuz | Zejlerstraße (vor der Schule) (Karte)                          | Bezeichnet mit 1864 | Auf profiliertem, teilvergoldetem Granitsockel mit Einfriedung, regionalgeschichtlich von Bedeutung | 09228311 |
| Weitere Bilder                          | Pfarrhof mit Pfarrhaus und Taubenhaus | Zejlerstraße 2 (Karte)                                         | 1861 (Pfarrhaus); bezeichnet mit 1925 am Sockel (Taubenhaus)                                                                | Sehr stattliche Anlage, baugeschichtlich, ortsgeschichtlich und ortsbildprägend von Bedeutung. Pfarrhaus stattliches, zweigeschossiges Gebäude mit Mittelrisalit, Drempel mit Okuli, Geschossteilung durch Gesimse, granitene Fensterbänke und Türeinfassungen. Taubenhaus Holz, Sockel Backstein, im Hof Wirtschaftsgebäude (Feldsteinmauerwerk), Türeinfassungen und Fensterbänke ebenfalls Granit. | 09228310 |

### Ehemalige Denkmäler (Crostwitz)
| Bild           | Bezeichnung | Lage                                                | Datierung           | Beschreibung | ID       |
| -------------- | ----------- | --------------------------------------------------- | ------------------- | --- | -------- |
| Weitere Bilder | Betkreuz    | (500 m außerhalb des Ortes, Richtung Horka) (Karte) | Bezeichnet mit 1838 | Regionalgeschichtlich von Bedeutung, schmiedeeisernes Kruzifix mit deutscher Schrifttafel auf profiliertem Granitsockel, goldene Schrift: „H.W. – 1838“. 2019 abgebaut, saniert und in Nebelschütz wieder aufgestellt.                   | 09228349 |
| Weitere Bilder | Wohnhaus    | Kirchberg 1 (Karte)                                 | Um 1800             | Obergeschoss Fachwerk verputzt, baugeschichtlich und ortsbildprägend von Bedeutung, Giebel im obersten Teil verbrettert, Fenster zum Teil original, im hinteren Teil vergrößert. Zwischen 2017 und 2024 aus der Denkmalliste gestrichen. | 09228299 |

## Liste der Kulturdenkmale inCaseritz
| Bild                                    | Bezeichnung                                 | Lage                                                        | Datierung                                              | Beschreibung | ID       |
| --------------------------------------- | ------------------------------------------- | ----------------------------------------------------------- | ------------------------------------------------------ | --- | -------- |
| Weitere Bilder                          | Wegestein                                   | (Ortseingang, von Crostwitz kommend) (Karte)                | Bezeichnet mit 1854                                    | Grob behauene Natursteinstele mit quadratischem Querschnitt und einem dachartigen Abschluss, Inschrift mit der Jahreszahl 1854. Wegestein als Zeugnis der verkehrstechnischen Erschließung des ländlichen Raumes von verkehrsgeschichtlicher Bedeutung.                                                       | 09228350 |
|                                         | Betkreuz                                    | (Straße nach Höflein, 500 m westlich von Crostwitz) (Karte) | Bezeichnet mit 1855                                    | Aufwendiges schmiedeeisernes Kruzifix auf profiliertem Granitsockel, regionalgeschichtlich von Bedeutung, Inschrift: „M.L. 1855“ | 09228340 |
| Direkt Bild zu diesem Denkmal hochladen | Wohnstallhaus mit Oberlaube                 | Dorfplatz 3 (Karte)                                         | Anfang 19. Jahrhundert                                 | Hoher, massiver Sockel, im Obergeschoss Fachwerk, hölzerner Treppenaufgang, hoher, verbretterter Giebel, bau- und sozialgeschichtlich von Bedeutung | 09228351 |
| Direkt Bild zu diesem Denkmal hochladen | Scheune und Seitengebäude eines Bauernhofes | Dorfplatz 7 (Karte)                                         | Um 1850 (Scheune); Ende 19. Jahrhundert (Stallscheune) | Seitengebäude beide Längsseiten Fachwerk, hölzerne Dachladeluke, hölzerner, verschalter Treppenaufgang, Scheune Fachwerk mit Andreaskreuzen, ein Teil massiv erneuert, mit großem Dach, baugeschichtlich und wirtschaftsgeschichtlich von Bedeutung, Giebelseite der Stallscheune: Tafel, bezeichnet mit 1728 | 09228353 |
|                                         | Betkreuz                                    | Dorfplatz 9 (bei) (Karte)                                   | Bezeichnet mit 1867                                    | Einfaches Kruzifix auf profiliertem Granitsockel, regionalgeschichtlich von Bedeutung | 09228352 |

## Liste der Kulturdenkmale inHorka
| Bild                                    | Bezeichnung                                                        | Lage                                                 | Datierung                                                               | Beschreibung | ID       |
| --------------------------------------- | ------------------------------------------------------------------ | ---------------------------------------------------- | ----------------------------------------------------------------------- | --- | -------- |
| Direkt Bild zu diesem Denkmal hochladen | Zwei Breitpfeiler mit Votivbildern und Gelöbniskapelle             | Crostwitzer Straße 15, 17 (vor) (Karte)              | Um 1640 (Breitpfeiler); bezeichnet mit 1924 (im Granitsockel)           | Inhaltlicher Zusammenhang und als Bet-Stationen an nördlicher Flanke der Crostwitzer Straße in Abstand zueinander platziert, umgangssprachlich als sogen. Pestkapellen bezeichnet, historische Aussagefähigkeit und auch Erinnerungswert, regionalgeschichtliche und religionshistorische Bedeutung | 09307381 |
|                                         | Betkreuz                                                           | (Ortsausgang Richtung Doberschütz) (Karte)           | Bezeichnet mit 1909                                                     | Schmiedeeisernes Kruzifix auf profiliertem Granitsockel, regionalgeschichtlich von Bedeutung | 09228378 |
| Weitere Bilder                          | Betkreuz                                                           | (50 m nach Ortsausgang Richtung Crostwitz) (Karte)   | Bezeichnet mit 1832                                                     | Schmiedeeisernes Kruzifix auf sehr schlichtem, pfeilerartigen Granitsockel, regionalgeschichtlich von Bedeutung | 09228368 |
|                                         | Wegestein                                                          | (600 m vom Ortsrand Richtung Crostwitz) (Karte)      | 19. Jahrhundert                                                         | Granitstele aus dem 19. Jahrhundert, mit dachartigem, pyramidalem Abschluss und seitlichen vertieften Schriftspiegeln, Inschriften nur noch schwach erkennbar, als Zeugnis der verkehrstechnischen Erschließung des ländlichen Raumes von verkehrsgeschichtlicher Bedeutung. | 09228367 |
|                                         | Betkreuz                                                           | Am Steinbruch (50 m Richtung Wald) (Karte)           | Bezeichnet mit 1877                                                     | Schmiedeeisernes Kruzifix auf profiliertem, hohen Granitsockel mit halbrundem Abschluss, regionalgeschichtlich von Bedeutung | 09228370 |
|                                         | Wohnhaus und drei Seitengebäude eines Vierseithofes mit Hofbrunnen | Crostwitzer Straße (Karte)                           | 1. Hälfte 19. Jahrhundert (Wohnhaus); bezeichnet mit 1867 (Dachdeckung) | Wohnhaus Obergeschoss Fachwerk, gegenüberliegende Scheune Fachwerk im Erdgeschoss, zwei Seitengebäude massiv, mit Toren, eines mit Krüppelwalmdach und Fledermausgaupen (nördlich) und Datierung in ornamentaler Biberschwanzdeckung, südliches Gebäude ebenfalls Feldstein, Tafel mit Datierung, einziger, in seiner Struktur erhaltener Vierseithof im Ort, baugeschichtlich und wirtschaftsgeschichtlich von Bedeutung, dieser Hof besaß ursprünglich die Hausnummer 19, laut ALK-Daten besitzt er heute keine Hausnummer mehr, die Nummer 19 ist ein anderes Gebäude, kein Denkmal | 09228381 |
| Weitere Bilder                          | Betkreuz                                                           | Crostwitzer Straße (Ecke Kurze Gasse) (Karte)        | Bezeichnet mit 1862                                                     | Schmiedeeisernes Kruzifix auf profiliertem Granitsockel, Tafel mit sorbischer Aufschrift, regionalgeschichtlich von Bedeutung | 09228372 |
|                                         | Betkreuz                                                           | Crostwitzer Straße 3 (Karte)                         | Bezeichnet mit 1914                                                     | Schmiedeeisernes Kruzifix auf profiliertem Granitsockel, teilweise vergoldet, regionalgeschichtlich von Bedeutung, Inschrift: „1960 – 1914 – M. Noack“ | 09228369 |
|                                         | Betkreuz                                                           | Feldweg 4 (bei) (Karte)                              | Bezeichnet mit 1900                                                     | Schmiedeeisernes Kruzifix auf profiliertem Granitsockel, baugeschichtlich von Bedeutung | 09228379 |
| Weitere Bilder                          | Denkmal für die Gefallenen des Ersten Weltkrieges                  | Hauptstraße (Karte)                                  | 1933                                                                    | Abgetreppter Sockel, rechteckiges Podest aus Granit, darauf Soldat mit Stahlhelm und Gewehr (Sandstein), ortsgeschichtlich von Bedeutung | 09228373 |
|                                         | Wohnhaus eines Bauernhofes (ohne Anbauten)                         | Hauptstraße 9 (Karte)                                | 18. Jahrhundert                                                         | Obergeschoss Fachwerk, Giebel ornamental verschiefert, baugeschichtlich von Bedeutung, Fenster im Obergeschoss original, gesprosst, Biberschwanzdeckung | 09228374 |
|                                         | Betkreuz                                                           | Hauptstraße 18 (bei) (Karte)                         | Ende 19. Jahrhundert                                                    | Schmiedeeisernes Kruzifix mit Kreuzigungsgruppe auf profiliertem, teilvergoldetem Granitsockel, am Haus Gedenktafel für Jurij Chěžka, 1917–1944, regionalgeschichtlich von Bedeutung, bis August 2011 irrtümlich unter Crostwitzer Straße 18 (bei) in der Denkmalliste | 09228377 |
| Weitere Bilder                          | Betkreuz                                                           | Jeßnitzer Straße (700 m in Richtung Jeßnitz) (Karte) | 2. Hälfte 19. Jahrhundert                                               | Schmiedeeisernes Kruzifix auf profiliertem Granitsockel, regionalgeschichtlich von Bedeutung | 09228382 |
|                                         | Betkreuz                                                           | Jeßnitzer Straße 1 (vor) (Karte)                     | Bezeichnet mit 1901                                                     | Schmiedeeisernes Kruzifix mit Kreuzigungsgruppe, profilierter Granitsockel, regionalgeschichtlich von Bedeutung | 09228380 |

## Liste der Kulturdenkmale inKopschin
| Bild           | Bezeichnung | Lage                                                                                               | Datierung           | Beschreibung | ID       |
| -------------- | ----------- | -------------------------------------------------------------------------------------------------- | ------------------- | --- | -------- |
|                | Wegestein   | Am Burgwall (Ortsausgang Richtung Lehndorf) (Karte)                                                | 19. Jahrhundert     | Grob behauener Granitstein mit flachpyramidalem Abschluss und geglätteten Schriftspiegeln im oberen Schaftbereich, ggf. ursprünglich vorhandene Inschriften nicht mehr erkennbar, Wegestein als Zeugnis der verkehrstechnischen Erschließung des ländlichen Raumes von verkehrsgeschichtlicher Bedeutung. | 09228365 |
| Weitere Bilder | Betkreuz    | Am Burgwall 4 (bei) (Karte)                                                                        | Bezeichnet mit 1874 | Schmiedeeisernes Kruzifix auf profiliertem Granitsockel, regionalgeschichtlich von Bedeutung | 09304059 |
| Weitere Bilder | Betkreuz    | Am Kindergarten (Straße von Lehndorf nach Kopschin, 200 m nach Ortsausgang Lehndorf links) (Karte) | Bezeichnet mit 1846 | Kruzifix auf profiliertem Granitsockel, regionalgeschichtlich von Bedeutung | 09304358 |

## Liste der Kulturdenkmale inNucknitz
| Bild           | Bezeichnung                                                                          | Lage                                | Datierung                                                                      | Beschreibung | ID       |
| -------------- | ------------------------------------------------------------------------------------ | ----------------------------------- | ------------------------------------------------------------------------------ | --- | -------- |
| Weitere Bilder | Betkreuz                                                                             | (nordöstlicher Ortseingang) (Karte) | Bezeichnet mit 1881 (Betkreuz); 19. Jahrhundert (Kruzifix)                     | Schmiedeeisernes Kruzifix als filigrane Handwerksarbeit mit Figur des Gekreuzigten, Inschrifttafel und Figur eines knienden Engels am Fuße des Kreuzes auf reich gestaltetem, profilierten Sandsteinpostament, künstlerisch und regionalgeschichtlich von Bedeutung. Kreuzarme filigrane Schmiedearbeit, Corpus Christi als Viernageltypus, querovale Inschrifttafel am vertikalen Kreuzstab, Figur knienden Engels mit dekorativen Flügeln und Faltenwurf des Gewandes (qualitätvolle künstlerische Arbeit). Steht an Straße (Ortsausgang/Ortseingang), also Wegekreuz (nicht zu bestimmtem privaten Grundstück gehörig). | 08985872 |
| Weitere Bilder | Bildstock                                                                            | Dorfstraße 1 (bei) (Karte)          | Bezeichnet mit 1776                                                            | Auf hohem Granitsockel, postamentartiger Sandsteinaufsatz mit vier Reliefs: Kreuzigung, Petrus, Paulus, regionalgeschichtlich von Bedeutung | 09228362 |
| Weitere Bilder | Betkreuz                                                                             | Dorfstraße 2 (bei) (Karte)          | Bezeichnet mit 1869                                                            | Schmiedeeisernes Kruzifix auf profiliertem Granitsockel, regionalgeschichtlich von Bedeutung | 09228361 |
| Weitere Bilder | Betkreuz                                                                             | Dorfstraße 2 (neben) (Karte)        | Bezeichnet mit 1849                                                            | Einfaches Kruzifix auf profiliertem Granitsockel, regionalgeschichtlich von Bedeutung, Inschrift: „A. Groß – 1849“ | 09228364 |
|                | Wohnhaus eines Vierseithofes, Granittrog, Hofpflasterung und Reste zweier Bildstöcke | Dorfstraße 7 (Karte)                | Tafel bezeichnet mit 1876 - 1877 (Bauernhaus); bezeichnet mit 1776 (Bildstock) | Wohnhaus Putzbau mit übergiebeltem Mittelrisalit, originale Pflasterung im Hof erhalten, kleiner Granittrog, im Hof Reste eines Bildstocks und profilierter Granitsockel eines Betkreuzes, baugeschichtlich und regionalgeschichtlich von Bedeutung. - Wohnhaus: zweigeschossiger Putzbau mit Drempel, Mittelrisalit mit Dreiecksgiebel, interessante Fenster- und Türbekrönungen, Inschrifttafel über der Eingangstür, Fenstersohlbänke, Türrahmung und Freitreppe aus Granit - Bildstock: Säule Granit, Aufsatz Sandstein, mit vier guten Reliefs: Geißelung, Dornenkrönung, Kreuzigung, Dreieinigkeit - Text der Tafel am Haus: „Der Herr mag dieses Haus erhalten, das ihm vertrauend wir gebaut, sein Wille möge darin walten, damit er segnend auf uns schaut. - Nikolaus Donath 1876 und 1877“ | 09228363 |

## Liste der Kulturdenkmale inPrautitz
| Bild                                    | Bezeichnung | Lage                                               | Datierung                                                                          | Beschreibung | ID       |
| --------------------------------------- | --- | -------------------------------------------------- | ---------------------------------------------------------------------------------- | --- | -------- |
| Weitere Bilder                          | Wegesäule | (Richtung Nucknitz, Abzweig nach Kopschin) (Karte) | 19. Jahrhundert                                                                    | Ca. 2,20 Meter hohe Granitstele mit Rundbogenabschluss, darunter Vertiefungen an den Schaftseitenflächen, die vermutlich als Steckschlitze für hölzerne Wegweiserarme (steinerne Armsäule) dienten, sowie Inschriften mit Richtungsweisern, Orts- und Entfernungsangaben (in Wegestunden) auf geglätteter Oberfläche. Aufgrund der als Entfernungsangaben verwendeten Wegestunden ist anzunehmen, dass die Wegesäule vor 1875 zur Aufstellung kam. Zudem ist diese als dauerhaftere Weiterentwicklung der bereits Ende des 17. Jahrhunderts kurfürstlich angeordneten, zu dieser Zeit ausschließlich hölzernen Arm(en)säulen zu sehen. Als Zeugnis der verkehrstechnischen Erschließung des ländlichen Raumes und als seltene Ausführung innerhalb der Objektgruppe der Wegesteine und -säulen von verkehrsgeschichtlicher Bedeutung. | 09228360 |
|                                         | Betkreuz | Lindenstraße (Karte)                               | Bezeichnet mit 1872                                                                | Schmiedeeisernes Kruzifix auf profiliertem Granitsockel, Goldschrift, regionalgeschichtlich von Bedeutung, Inschrift: „IHS P.Z. – 1872“ | 09228357 |
|                                         | Betkreuz | Lindenstraße (Karte)                               | Bezeichnet mit 1845                                                                | Einfaches Kruzifix auf hohem, schmalen Granitsockel, regionalgeschichtlich von Bedeutung | 09228356 |
| Weitere Bilder                          | Betsäule | Lindenstraße (Karte)                               | Bezeichnet mit 1810                                                                | Geschwungener Sockel, Granitsäule mit Entasis, darauf segnender Christus mit Siegesfahne, künstlerisch und regionalgeschichtlich von Bedeutung, Inschrift: „I.L. – Das Lehmannschegut errichtete diese Statue 1810“, Farbfassung | 09228355 |
| Direkt Bild zu diesem Denkmal hochladen | Mühlengebäude über winkligem Grundriss mit technischer Ausstattung, zwei Porträtmedaillons über den Türen jedes Gebäudeflügels, eine Steinbank und zwei Steintröge auf dem Hof | Lindenstraße 2 (Karte)                             | Bezeichnet mit 1859 im Granittürstock (Getreidemühle); 1920 angebracht (Medaillon) | Technischer Ausstattung in Funktion, baugeschichtlich, ortsgeschichtlich und technikgeschichtlich von Bedeutung, schlichte zweigeschossige Baukörper mit Walmdächern (diese mit Fledermausgaupen), Kubatur und Proportionen unverändert, Medaillons um 1920 angebracht laut Auskunft des Müllers, zeigen ein herrschaftlich gekleidetes Paar, eventuell von anderem Gebäude herstammend, Mühlentechnik erhalten, darunter vier Walzenstühle der Firma Grosse aus Lohmen, Silos, Mischmaschinen und ein Plansichter ebenfalls von Grosse | 09302882 |
|                                         | Wohnhaus und Hofpflasterung eines Dreiseithofes | Lindenstraße 10 (Karte)                            | Türstock bezeichnet mit 1891                                                       | Zweigeschossig mit Drempel, Mittelrisalit, Granit-Freitreppe, granitene Fenster- und Türeinrahmungen, vorkragende Gesimse als Geschosstrennung, Putzquaderungen an den Ecken, Okulus im Giebel, baugeschichtlich von Bedeutung | 09228359 |
|                                         | Betkreuz | Lindenstraße 13 (bei) (Karte)                      | Bezeichnet mit 1907                                                                | Schmiedeeisernes Kruzifix auf profiliertem Granitsockel, regionalgeschichtlich von Bedeutung, Inschrift: „I.T. – 1907“ | 09228358 |

## Tabellenlegende
- Bild: Bild des Kulturdenkmals, ggf. zusätzlich mit einem Link zu weiteren Fotos des Kulturdenkmals im Medienarchiv Wikimedia Commons. Wenn man auf das Kamerasymbol klickt, können Fotos zu Kulturdenkmalen aus dieser Liste hochgeladen werden:
- Bezeichnung: Denkmalgeschützte Objekte und ggf. Bauwerksname des Kulturdenkmals
- Lage: Straßenname und Hausnummer oder Flurstücknummer des Kulturdenkmals. Die Grundsortierung der Liste erfolgt nach dieser Adresse. Der Link (Karte) führt zu verschiedenen Kartendiensten mit der Position des Kulturdenkmals. Fehlt dieser Link, wurden die Koordinaten noch nicht eingetragen. Sind diese bekannt, können sie über ein Tool mit einer Kartenansicht einfach nachgetragen werden. In dieser Kartenansicht sind Kulturdenkmale ohne Koordinaten mit einem roten bzw. orangen Marker dargestellt und können durch Verschieben auf die richtige Position in der Karte mit Koordinaten versehen werden. Kulturdenkmale ohne Bild sind an einem blauen bzw. roten Marker erkennbar.
- Datierung: Baubeginn, Fertigstellung, Datum der Erstnennung oder grobe zeitliche Einordnung entsprechend des Eintrags in der sächsischen Denkmaldatenbank
- Beschreibung: Kurzcharakteristik des Kulturdenkmals entsprechend des Eintrags in der sächsischen Denkmaldatenbank, ggf. ergänzt durch die dort nur selten veröffentlichten Erfassungstexte oder zusätzliche Informationen
- ID: Vom Landesamt für Denkmalpflege Sachsen vergebene, das Kulturdenkmal eindeutig identifizierende Objekt-Nummer. Der Link führt zum PDF-Denkmaldokument des Landesamtes für Denkmalpflege Sachsen. Bei ehemaligen Kulturdenkmalen können die Objektnummern unbekannt sein und deshalb fehlen bzw. die Links von aus der Datenbank entfernten Objektnummern ins Leere führen. Ein ggf. vorhandenes Icon  führt zu den Angaben des Kulturdenkmals bei Wikidata.

## Ausführliche Denkmaltexte
1. ↑  Dehio – Handbuch der deutschen Kunstdenkmäler / Sachsen Band 1:

Katholische Pfarrkirche St. Simeon und Judas. Große Hallenkirche, 1772 an exponierter Stelle über der bäuerlichen Siedlung unter teilweiser Einbeziehung eines Vorgängerbaus aus dem 13. Jahrhundert errichtet. 1899 Erweiterung und Einwölbung des Chores, Umbauten 1945, Restaurierungen 1968/69 und 1988/89.
Das nach dem Umbau von 1899 verlängerte und mit Treppentürmen im Chorbereich ergänzte Langhaus hat die reizvolle schlichte Rokokodekoration mit kräftigem Gurtgesims und Lisenen behalten, unten mit Stichbogenfenstern, oben hohe Rundbogenfenster mit Schlußsteinen. Das hohe Satteldach ist an den Schmalseiten abgewalmt und nimmt die Formen der gebrochenen Ecken und des gerundeten Chorabschlusses auf. Der quadratische Westturm in den unteren Geschossen gotischen Ursprungs. Das achteckige Glockengeschoss mit geschweifter Haube und Laterne aus dem 18. Jahrhundert, ebenso das Westportal.
Der Innenraum der dreischiffigen, sechsjochigen Halle durch das großzügige Mittelschiff bestimmt. Dieses mit Tonnengewölbe, Gurtbögen zwischen den Pfeilern, Stichkappen zu den Seitenschiffsjochen, zum Chorjoch und dem halbrunden, überwölbtem Chorraum. Die Seitenschiffe sind nur im oberen Teil bis in den Chorbereich verlängert, darunter Sakristeien. In den Seitenschiffen Emporen.
Der Altar, aus Holz mit seitlichen Doppelsäulen, die einen Segmentboden tragen, wie das Altarbild mit Darstellung der Auferstehung von dem Spätnazarener Karl Ludwig Adolf Erhardt, 1865. Von dem Vorgängeraltar von 1772 sind die gefassten Holzfiguren der hll. Simeon, Judas Thaddäus, Laurentius und Pankratius jetzt an den Seiten des Chorraumes aufgestellt. Sandsteintaufe, 1845, in Anlehnung an Renaissanceformen.
In den Seitenschiffen je ein Altarflügel mit auf Holz gemalten Darstellungen der hll. Katharina und Barbara, in der Art der Cranachschule, ursprünglich in Altenburg (Thüringen), 2. Hälfte 16. Jahrhundert. Eule-Orgel von 1990. An den Umfassungsmauern des Friedhofes Granitsäulen mit Postamenten und Kapitellen von 1840. Die Bildstöcke mit Kreuzwegdarstellung 1932 in Steinguss erneuert.